# 10683 Carter
10683 Carter este un asteroid din centura principală de asteroizi.

## Descriere
10683 Carter este un asteroid din centura principală de asteroizi. A fost descoperit pe 10 iunie 1980 la Observatorul Palomar de Carolyn S. Shoemaker și Eugene M. Shoemaker. Asteroidul prezintă o orbită caracterizată de o semiaxă mare de 2,17 ua, o excentricitate de 0,16 și o înclinație de 4,5° în raport cu ecliptica.